# 塔海帖木兒
塔海帖木儿（Taγai temür，13世纪—1289年？），元朝将领，答答里带（塔塔儿）人。
塔海帖木兒的先祖在成吉思汗時在國王木華黎麾下，率领左手大萬戶下蒙古軍，鎮太原以西八州。击斬金朝將軍王公佐。攻陝西，征河西，滅金朝，有功，賜種田戶二百七十戶。曾祖忒木勒哥襲職，跟随都元帥塔海紺卜征蜀，於興元府战死。其祖扎剌帶襲職。扎剌帶死后，其父拜荅兒尚幼，他的從祖札里、荅朮相繼襲其職。札里跟随都元帥太答儿征蜀，率领二百人在巴州击败宋軍，斬首三百級，生擒五十餘人。西川行樞密院命令荅朮領兵三千人救碉門，大敗宋軍，斬首三百餘級，俘获百餘人。拜荅兒長大后，襲父職官，跟随行省也速答兒征建都，死于軍中。
塔海帖木兒襲父職，随从忽敦围攻嘉定府，克城。又围重庆府，力战陷阵，大败宋将张珏。元世祖至元十五年（1278年）率领都魯軍二百人在白水江大破宋军，奪得一艘戰船，俘虏十三人。升任宣武將軍、管軍总管。跟随也速答儿征伐亦奚不薛和都掌蛮，冲锋陷阵，数有战功。跟随行省曲立吉思率军讨平九溪蛮、散猫、大盘蛮尚木的世用的反叛，杀其酋长头狗等。跟随也速答儿、药剌罕率兵万人，在闹灶大破乌蒙蛮酋长阿蒙。至元二十六年（1289年）跟随也速答儿西征，史书没有记载之后的结局。

## 延伸阅读
[在维基数据编辑]
 《元史/卷135》，出自宋濂《元史》
 《新元史/卷164》，出自柯劭忞《新元史》